# Lestodiplosis woeldickii
Lestodiplosis woeldickii är en tvåvingeart som först beskrevs av Contarini 1839.  Lestodiplosis woeldickii ingår i släktet Lestodiplosis och familjen gallmyggor.
Artens utbredningsområde är Italien. Inga underarter finns listade i Catalogue of Life.